# گروس شینهورن
گروس شینهورن (به لاتین: Gross Schinhorn) یک کوه در سوئیس است که در کانتون وله واقع شده‌است. گروس شینهورن ۲٬۹۳۹ متر بالاتر از سطح دریا واقع شده‌است.